# Vegalosvados
Vegalosvados es una localidad del municipio cántabro de San Pedro del Romeral, en España. En el año 2024 tenía una población de 10 habitantes. Se encuentra a 650 m s. n. m., en la parte septentrional del municipio, cerca de Hornedillo. Dista 6,5 kilómetros de la capital municipal.